# Zázrivá
Zázrivá – wieś (obec) na północy Słowacji, w powiecie Dolný Kubín. 

## Położenie
Znajduje się na granicy 3 regionów geograficznych: Mała Fatra, Kysucká vrchovina i Magura Orawska. Składa się z 11 osiedli rozrzuconych w dolinach rzeki Zázrivka oraz jej dopływów: Biela, Petrovský potok, Plešivský potok, Kozinský potok, Dolinský potok. Przez miejscowość przebiega droga nr 583 z Párnicy przez Terchovą do Żyliny.

## Zarys historii
Miejscowość założona została na prawie wołoskim w 1556 r. i należała do posiadłości Zamku Orawskiego. Początkowo jej mieszkańcy zajmowali się tylko pasterstwem. W roku 1624 została spalona przez Kozaków, w 1683 zniszczona przez litewskie wojska podążające na pomoc Wiedniowi obleganemu przez Turków. Odbudowała się jednak i ze spisu przeprowadzonego w 1770 r. wynika, że była jedną z bogatszych miejscowości w tym regionie. Jej mieszkańcy zajmowali się wówczas już nie tylko wypasem, ale także pszczelarstwem i wyrobem gontów, a na początku XX wieku także tkactwem i wyrobem kożuchów, mosiężnej biżuterii oraz naczyń niezbędnych na szałasie (drewnianych pucier, oboniek, czerpaków itp.). Był także tartak i folusz.
Pasterskie tradycje w Zázrivej kontynuowane są do dzisiaj. W całej Słowacji miejscowość ta słynie z wyrobu korbaczy. Dawniej produkowano je głównie z sera owczego, obecnie głównie krowiego.
Obecny kościół pod wezwaniem Najświętszej Marii Panny wybudowano w latach 1928–1930.

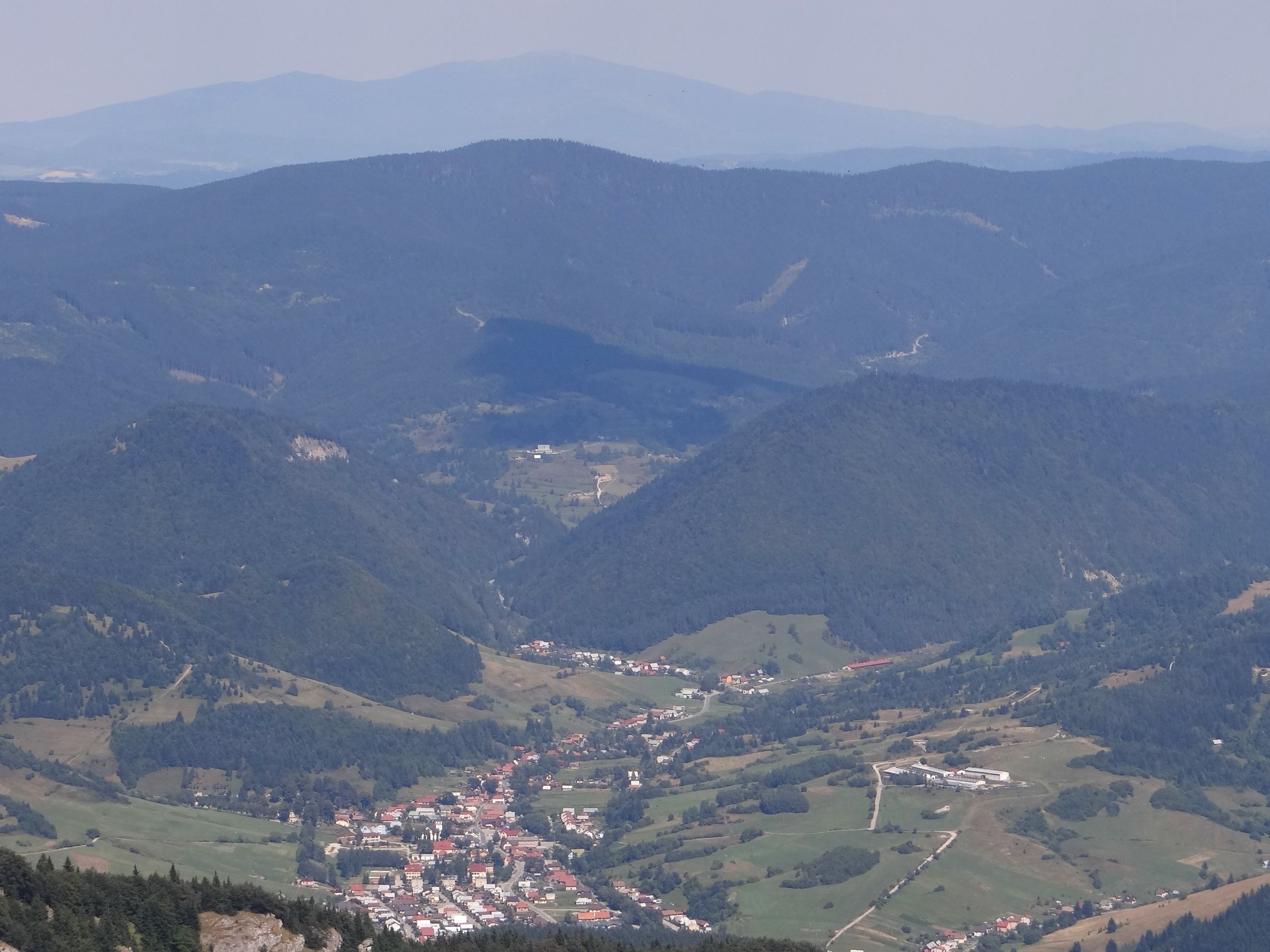
Zázrivá i Góry Kisuckie

## Turystyka i rekreacja
Zázrivá jest miejscowością turystyczną i narciarską. Dobrze zachowała się drewniana architektura ludowa. Najstarszy drewniany budynek z XVIII wieku znajduje się w osadzie Kozinská i można go zwiedzać. Na południowym obrzeżu wsi stoi drewniana leśniczówka o bogatych zdobieniach. Na parafialnym cmentarzu znajduje się zabytkowy kościół z 1796 (styl barokowy).
Jest tutaj schronisko turystyczne (obecnie nieczynne), prywatne kwatery i wychodzi w otaczające ją góry kilka szlaków turystycznych. Zimą działają wyciągi narciarskie: na osiedlu Havrania i Plešivá.